# Somat
A Somat a Henkel AG & Co. KGaA. cég  gépi mosogatószerekre vonatkozó márkaneve. Magyarországon is kapható.  

## Márkafejlődés
A Somat a német Henkel AG & Co. KGaA. vállalat gépi mosogatószerekkel és adalékokkal foglalkozó márkája, mely a „Mosó- és háztartási tisztítószerek” stratégiai üzletág részét képezi.
1962-ben a Somatot az automata mosogatógépekhez kifejlesztett mosogatószerként vezették be, elsőként a német piacon. Akkoriban a mosogatógépek még nem voltak ennyire elterjedtek – Nyugat-Németországban csupán 20 000 háztartásban volt mosogatógép. 
Eredetileg kétféle termék volt forgalomban: a Somat gépi mosogatószer és a Somat edényöblítő. 1976-ban vezették be a piacra a Somat vízlágyító sót, majd 1982-ben a Somat géptisztítót. Az 1980-as évek végén a Somat hozta forgalomba elsőként a tabletta formájú gépi mosogatószert. 
1999 óta a Somat olyan mosogatótablettákat is kínál, melyek több funkciót is képesek ellátni, ezáltal a gépi mosogatószerek piaca új szegmenssel bővült: a multifunkciós mosogatószerekkel.
A Somat Magyarországon 1994-ben lépett piacra, a következő termékekkel: Somat 1 funkciós mosogatótabletta, Somat mosogatópor, Somat vízlágyító só. A Somat Multi mosogatótabletta 7 funkcióval Közép-Kelet Európában 2007-ben került bevezetésre, és a következő funkciókat egyesítette magában.
- Tisztítószer
- Öblítő
- Vízlágyító só
- Foltmentes ragyogás funkció
- Mosogatógép védelem
- Teljesítmény-fokozó
- Áztató hatás

Egy évvel később, 2008-ban, a Somat kifejlesztette a multi-enzim technológiájú Somat Perfect tablettát. Ez a termék egy speciális enzimet és kémiai katalizátort tartalmazott, így biztosítva az olyan problémás szenneződések, mint a tojás, hús, tej foltok eltávolítását.
A  folyékony mosogatószerek piacára a Somat 2009-ben szintén úttörőként lépett be, amikor piacra dobta a Somat Multi-Perfect gépi mosogatógélt.
Jelenleg Magyarországon a Somat a következő termékekkel van jelen: standard mosogatószerek ( Somat Standard mosogatótabletta, Somat Standard mosogatópor, Somat Standard gépi mosogatógél); multifunkciós mosogatószerek (Somat Multi-Perfect mosogatótabletta, Somat Multi mosogatótabletta 7 funkcióval, Somat Multi-Perfect gépi mosogatógél); adalékok (vízlágyító só, gépillatosító, géptisztító, edényöblítő).

## Külső hivatkozások
- https://web.archive.org/web/20110726160726/http://www.henkel.hu/cps/rde/xchg/henkel_huu/hs.xsl/index.htm
- http://www.somat.hu/